# MAPFRE

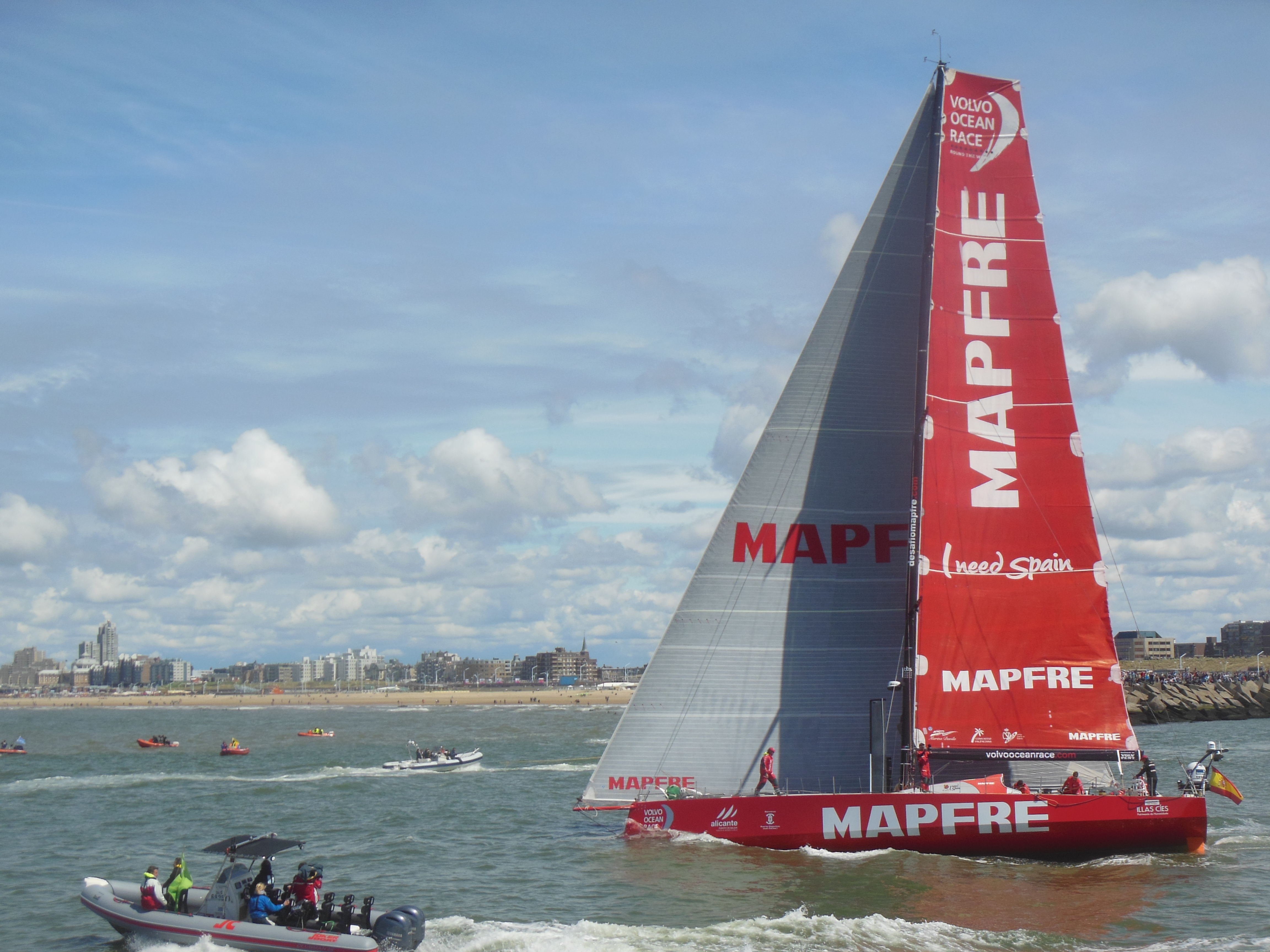
Het zeiljacht van MAPFRE bij Scheveningen

MAPFRE is een Spaanse verzekeringsmaatschappij. De naam is een acroniem voor Mutualidad de la Agrupación de Propietarios de Fincas Rústicas de España. Website: https://www.mapfre.es/ .
Het sponsort een zeilteam dat onder Spaanse vlag deelneemt aan de Volvo Ocean Race 2017-2018 en deelnam aan de editie van 2014-2015.

## Editie 2014-2015
Voordat MAPFRE als sponsor instapte, werd het team Team Campos genoemd. Het team werd in juni 2014 aangekondigd, met Iker Martínez en Xabier Fernández als schippers. Het was het zesde aangekondigde team van de Volvo Ocean Race 2014-2015. De boot, een Volvo Ocean 65 werd gebouwd in Southampton. Met de naam Campos deed het team mee aan de Marina Rubicon Round Canary Islands Race, een driedaagse zeilwedstrijd rondom de Canarische Eilanden. Ook Team Brunel en Team SCA voeren deze race mee, waarmee het de eerste krachtmeting tussen de Oceans 65 was. Team Brunel won dit onderlinge duel.
Eind september 2014, niet ver voor de start van de race, werd de sponsor en naamgever van de boot bekendgemaakt: MAPFRE.
De vierde etappe van de Volvo Ocean Race van Sanya in China naar Auckland in Nieuw-Zeeland werd door MAPFRE gewonnen. Binnen tien minuten finishten ook Abu Dhabi Ocean Racing en Dongfeng Race Team. MAPFRE finishte uiteindelijk als vierde in het eindklassement.

### Bemanning
Het team bestond uit de volgende bemanningsleden:
| Naam                   | Positie             | Nationaliteit       | Geboortedatum    | Eerdere deelnames |
| ---------------------- | ------------------- | ------------------- | ---------------- | ----------------- |
| Iker Martínez          | Schipper            | Spanje              | 16 juni 1977     | 3                 |
| Xabier Fernández       | Schipper            | Spanje              | 19 oktober 1976  | 3                 |
| Jean-Luc Nélias        | Navigator           | Frankrijk           | 8 juni 1962      | 1                 |
| André Fonseca          | Teamlid             | Brazilië            | 8 augustus 1978  | 2                 |
| Anthony Marchand       | Trimmer             | Frankrijk           | 4 maart 1985     | 0                 |
| Antonio Cuervas-Mons   | Teamlid             | Spanje              | 22 december 1981 | 2                 |
| Carlos Hernández       | Trimmer             | Spanje              | 12 maart 1987    | 0                 |
| Rafael Trujillo Villar | Trimmer en stuurman | Spanje              | 14 december 1975 | 0                 |
| Rob Greenhalgh         | Teamlid             | Verenigd Koninkrijk | 17 augustus 1977 | 3                 |
| Francisco Vignale      | Onboard reporter    | Argentinië          | 12 oktober 1989  | 1                 |
| Guillermo Altadill jr. |                     | Spanje              |                  | 0                 |

## Editie 2017-2018
Eind januari 2017 werd aangekondigd dat MAPFRE eveneens aan de editie van 2017-2018 deelneemt. Xabier Fernández zal wederom schipper zijn van de boot.
Op 14 oktober 2017 is MAPFRE de winnaar van de havenrace in Allicante geworden.

### Bemanning
Het team bestaat uit de volgende bemanningsleden:
| Naam                 | Positie           | Nationaliteit       | Geboortedatum     | Eerdere deelnames |
| -------------------- | ----------------- | ------------------- | ----------------- | ----------------- |
| Xabier Fernández     | Schipper          | Spanje              | 19 oktober 1976   | 4                 |
| Pablo Arrarte        | Wachtleider       | Spanje              | 11 november 1980  | 4                 |
| Antonio Cuervas-Mons | Teamlid           | Spanje              | 22 december 1981  | 3                 |
| Rob Greenhalgh       | Teamlid           | Verenigd Koninkrijk | 17 augustus 1977  | 4                 |
| Willy Altadill       | Trimmer/ Bowman   | Spanje              | 28 september 1992 | 1                 |
| Sophie Ciszek        | Teamlid           | AUS                 | 28 juni 1985      | 1                 |
| Blair Tuke           | Trimmer/ Stuurman | Nieuw-Zeeland       | 27 juli 1989      | 0                 |
| Joan Vila            | Navigator         | Spanje              | 12 november 1961  | 4                 |
| Támara Echegoyen     | teamlid           | Spanje              | 17 februari 1984  | 0                 |